# Oxobi
Jules Martin Moulier conegut amb el pseudònim de Oxobi (1888 - 1957) va ser un sacerdot i escriptor en èuscar.
Va néixer a Bidarrai a Iparralde. El 1897 la seva família es traslladà a Baiona i després a Zokoa i ja el 1904 a Ahurti. Entrà de seminarista a Larresoro i s'ordenà sacerdot el 1912. En aquella època el prefecte de la capital del departament, Pau, castigava als sacerdots per ensenyar el catecisme en basc en lloc de fer-ho en francès aquestes actituds tan hostils a la cultura basca impulsaren Oxobi a reivindicar l'ús de l'euskara.
Col·laborà al setmanari Eskualduna i envià a Kirikiño notícies d'Iparralde al periòdic Euzkadi (1919 - 1922)

## Obra
- Botz,ohiu, deiadar,nigar Poesia (1913)
- Heiatik zerura Poesia (1935)
- Alegiak Faules (1926)
- Haur elhe haurrentzat Faules (1944)